# ملعب إربد البلدي
ملعب إربد البلدي هو ملعب لكرة القدم مملوك لصالح بلدية إربد الكبرى ويقع في إربد شمال الأردن. ويعد ملعباً بيتياً لعدد من الفرق في إربد؛ وخصوصاً تلك الناشطة في دوري الدرجة الأولى.